# 2004 UF10
2004 UF10, também escrito como 2004 UF10, é um objeto transnetuniano que está localizado no Cinturão de Kuiper, uma região do Sistema Solar. Este corpo celeste é classificado como um provável plutino, pois, o mesmo está em uma ressonância orbital de 2:3 com o planeta Netuno. Ele possui uma magnitude absoluta de 7,8 e tem um diâmetro estimado com 121 km.

## Descoberta
2004 UF10 foi descoberto no dia 18 de outubro de 2004 pelo astrônomo Marc W. Buie.

## Órbita
A órbita de 2004 UF10 tem uma excentricidade de 0,129 e possui um semieixo maior de 39,409 UA. O seu periélio leva o mesmo a uma distância de 34,334 UA em relação ao Sol e seu afélio a 44,484 UA.